# مانکجی لیمجی هاتریا
مانِکجی لیمجی هاتَریا ناموَر به درویش فانی (۲۱ آذرماه ۱۱۹۲ خورشیدی در موراسومالی از توابع بندر سورات در هندوستان تا ۱۲۶۹ خورشیدی در تهران) از سران و دانشمندان زرتشتی و نخستین سفیر پارسیانِ بمبئی در ایران در عصر ناصرالدین شاه قاجار بود که بسیاری تجدیدِ حیاتِ دوبارهٔ مزدیسنا در سده اخیر در ایران را نتیجهٔ تلاش‌های وی می‌دانند. او در اصلاح امور زرتشتیان در دو منطقهٔ زرتشتی نشینِ ایران یعنی کرمان و یزد کوشش‌های بسیاری نمود و ضمنِ برجای گذاشتنِ آثار و بناهای بسیار از خود، سرانجام موفق به الغای مالیاتِ جزیه برای زرتشتیان گردید.

## زندگی‌نامه
مانکجی لیمجی هاتریا در توابع بندر سورات در هندوستان به دنیا آمد. نیاکان او از زرتشتیانی بودند که در آغاز حکومت صفویان و تحت تأثیر فشارهای مذهبی این حکومت از ایران به هندوستان مهاجرت کرده بودند و جامعهٔ پارسیان هند را تشکیل داده بودند.
مانکجی در جوانی وارد خدمات دولتی و نظامی شد و ظاهراً پیشکاری برخی از تجار را به عهده گرفت و به نقاط مختلف هند سفر کرد. او در سال ۱۲۰۷ خورشیدی از بندر سورات به همراهِ پدر و همین‌طور سایر اعضای خانواده اش به بمبئی رفت.
وقتی که مانکجی پس از سر و صورت دادن کارهای زرتشتیان و اقامت طولانی در ایران به هندوستان مراجعت کرد تا گزارش کار خود را به انجمن اکابر پارسیان بدهد، پارسیان در ۷ مه سال ۱۸۶۵ میلادی با برگزاری مجلسی به ریاست مهربان جی پانده از وی قدردانی کردند و ۲۰۱۸۵ روپیه نقد و یک شال کشمیری با سپاس‌نامه به او اهدا شد. مانکجی در پاسخ به این سپاس گفت: «آنچه انجام داده‌ام، وظیفه دینی، وجدانی، انسانی و ملی من بوده‌است.»
مانکجی در زندگی خود دو بار ازدواج کرد. یکبار در هندوستان با دختر یکی از پارسیان به نام هیرابایی که از او صاحب دو فرزند شد، پسری به نام هرمزدجی و دختری به نام دوسی بایی. وی همچنین پس از مرگِ همسر اولش، در ایران با دختر هرمزدیار بندار کرمانی به نام فرنگیس ازدواج کرد که از این ازدواج صاحب فرزندی نشد.

### درگذشت
وی در سال ۱۲۶۹ خورشیدی در تهران چشم از جهان فروبست و در دخمه‌ای که خود ساخته بود آرام گرفت.

## سفر اول به ایران
در سال ۱۲۳۳ خورشیدی و در سن ۴۱ سالگی و با همراهی حاجی میرزاحسین خان مشیرالدوله -سفیرکبیر دولت ایران- با کشتی بخار از بمبئی روانهٔ بندر بوشهر شده و به ایران رسید.{فرامرز پوررستمی، کتاب انجمن زرتشتیان ایران، انتشارات فروهر، چاپ اول، ص ۳۰} او که به عضویت انجمن اکابر پارسیان درآمده بود، به عنوان نماینده این انجمن و برای بهبود وضعیت نابسامان زرتشتیان ایران از سوی پارسیان هند عهده‌دار مأموریتی شده بود و از جمله مبالغی پول از جانب پارسیان ساکن بمبئی برای زرتشتیان یزد آورده بود. پس از بیست روز سیاحت در بوشهر عازم شیراز و فیروزآباد و داراب شد و بعد از بازدید از تخت جمشید و سیوان عازم یزد گردید.
بسیاری از آتشکدهها، دخمه‌ها و نیایشگاههای یزد را که ویران شده بودند، آباد و نوسازی کرد. او دو دخمه و یک آتشکده جدید نیز در یزد بنیان نهاد. همچنین تلاش بسیاری در کمک و یاری رسانی به زرتشتیان فقیر داشت که از جمله آن کارها می‌توان به خانه بخت فرستادنِ یک صد نفر از دختران زرتشتی با فراهم نمودنِ وسایلِ زندگی و جهیزیه برای آن‌ها اشاره کرد که با کمک مالی انجمن اکابر پارسیان هند صورت گرفت.
مانکجی پس از آن روانه کرمان شد. زرتشتیان کرمان نیز چون زرتشتیان یزد با آغوشی باز از او استقبال کردند. در کرمان مانکجی در باغ فتح‌آباد که در شمال این شهر قرار دارد، منزل نمود و به تلاش خود برای سازندگی و به‌سازی و اصلاح زندگی زرتشتیان ادامه داد و در این راستا در کرمان دو دخمه ساخت و بسیاری از سنتهای دینی را دوباره برقرار و برپا ساخت. او در کرمان با حاجی میرزا ابوالحسن کلانتر که کلانتر کل کرمان بود و در ماهان با رحمت علی شاه که از بزرگان سلسله نعمت‌اللهی به‌شمار می‌آمد، ملاقات کرد و از جانب وی به لقب درویش فانی ملقب گردید.
او سپس ضمن مسافرتی دیگر به یزد رهسپار تهران شد و در مدت پنج و سال و نیم اقامت در آن شهر و از طریق دید و بازدید با اولیای دولت، در بین درباریان برای خود احترام و ارزشی بسیار به وجود آورد تا آنجایی که با شخص ناصرالدین شاه نیز نزدیک شده و از جانب او با عنوان پدر خطاب می‌گردید. وی در این مدت موفق به رفع تعدیات متعددی از زرتشتیان شد و به امور آنان رسیدگی بسیار کرد. ساختن دخمه جدیدی به عنوان آرامگاه درگذشتگان زرتشتی در شرق تهران آن روز (که بقایای آن هنوز هم در جوار کوه بی بی شهربانو موجود است) و خریدن خانه‌ای در نزدیکی سفارت انگلیس و وقف آن خانه، از جمله دیگر اقدامات او در تهران است. وی در این دوران طی سفری به آذربایجان با مظفرالدین میرزا (ولیعهد) در تبریز ملاقات نمود و همچنین در سفری به کردستان مهمان غلام شاه جهان والی کردستان گردید. تأسیس مدارس زرتشتی برای آموزش نونهالان و کودکان اقدام دیگر او بود.
مانکجی سپس تلاش‌های خود را برای از میان برداشتن جزیه آغاز کرد و با مراجع بسیاری بحث و گفتگو کرد. وی ظل‌السلطان را شیفته خود ساخت و او نیز مساعدتهای زیادی به مانکجی کرد. پس از یک سال اقامت در آنجا از عتبات عالیات و نجف اشرف نیز دیدن کرد. در عتبات وی در باب لغو جزیه با فقیه آنجا صحبت کرد و سپس به بمبئی بازگشت تا گزارش سفر خود را به انجمن اکابر پارسیان بدهد و ضمن تصنیف شرح سیاحت ایران، چهار جلد اقدامات خود در بهبود احوالات زرتشتیان کرمان و یزد را نیز چاپ نماید. مانکجی پس از بازگشت به بمبئی و در سال۱۲۴۳ خورشیدی (۱۸۶۵ میلادی) کتاب‌های اظهار سیاحت ایرانیان و جامعه مانک را به زبان‌های گجراتی و فارسی به چاپ رساند.

## سفر دوم به ایران
مانکجی یک بار دیگر در سال ۱۲۸۲ هجری قمری برابر با ۱۲۴۵ خورشیدی و ۱۲۳۵ یزدگردی به ایران آمد تا تلاش‌های خود را برای برداشتن جزیه و بهسازی وضعیت زندگی زرتشتیان ایران از سرگیرد. وی در این سفر از بمبئی از راه بندرعباس به کرمان آمد و مورد استقبال زرتشتیان کرمان قرار گرفت. وی در کرمان دخمه قریه قنات غسان[=قناغستان] را که از دهات زرتشتی‌نشین بود، بنا نمود.
در همین دوران بود که با تلاش بسیار توانست اجازه آموزش ۱۲ کودک کرمانی و ۲۰ کودک یزدی را از خانواده‌هایشان گرفته و ضمن به همراه برداشتن این کودکان از کرمان و یزد، عازم تهران شده و نخستین مدرسه‌های زرتشتی را برای کودکان و نوجوانان زرتشتی در این شهر پایه‌ریزی کند.
از جمله تلاش‌های دیگری که مانکجی برای بهبود وضعیت زندگی زرتشتیان یزد وکرمان انجام داد، پایه‌گذاری دو انجمن زرتشتیان یزد و کرمان بود که نخست به انجمنهای ناصری معروف شدند.

## لغو حکم جزیه
سرانجام مانکجی توانست پس از ۲۹سال تلاش پی گیر و خرج مبالغ گزاف، فرمان لغو حکم جزیه را از ناصرالدین شاه دریافت کند. این خواسته در سه مرحله انجام شد، نخست عباسقلی خان معتمد الدوله، وزیر عدلیه دریافت مبلغ جزیه را عهده‌دار شد که به این صورت تا حدی دست حکام محلی از تعدی به زرتشتیان کاسته شد. در دومین گام مانکجی توانست حدود ۱۰۰ تومان از مبلغ ۹۳۷۵ ریال را کاهش دهد و در سومین گام پرداخت کل مبلغ جزیه را خود و از طرف انجمن اکابر پارسیان عهده‌دار شد تا دیگر هیچ‌کس در هیچ جای ایران از زرتشتیان جزیه طلب نکند.
انجمن اکابر پارسیان حدود ۲۸ سال مبلغ جزیه را پرداخت می‌نمود و هدایا و پیشکش‌های فراوانی را برای شاه و درباریان می‌فرستاد. از این مدت حدود بیست سال آن را تا زمان صدور فرمان الغاء، خودِ مانکجی اقدام به پرداخت مبلغ جزیه که رقمی بالغ بر ۹۴۵ تومان در سال بود، می‌نمود تا اینکه سرانجام ناصرالدین شاه پس از ملاقات‌های مکرر مانکجی و نیز وزیرمختار انگلیس با وی در تیرماه ۱۲۶۱ خورشیدی حکم الغای جزیه را صادر کرد و با پشتیبانی ظل السلطان و نایب السلطنه و مجلس شورای دربار که همگی با تلاش‌های مانکجی با این نظر موافق شده بودند، در ماه رمضان ۱۲۹۹ هجری قمری فرمان مذکور را مزین به مهر شاه نمود و بدین ترتیب این بار سنگین مادی و معنوی برای همیشه از دوشِ جامعهٔ زرتشتی برداشته شد.
لازم به اشاره‌است که در بخشش مالیات جزیه این اشخاص نیز مؤثر بوده‌اند:
- رئیس انجمن اکابر صاحبان پارسی و امنای آن انجمن به وسیله حکومت هندوستان.
- وساطت میستر ر.ف. تامسن، وزیرمختار انگلیس در تهران.
- سردین شاه مانکجی بتیت، رئیس انجمن بهبود حال زرتشتیان ایران.
- وزیرخارجه انگلستان موسوم به ارل آو گرانویل. (طبق نامه ۲۷ ژوئیه ۱۸۸۲ به سفارت تهران).[نیازمند منبع]

## تعاملات مانکجی با نخبگان عصر ناصری
مانکجی در دوران حضور طولانی مدت خود در ایران عصر ناصری با چند تن از نخبگان این دوره از جمله جلال الدین میرزا قاجار فرزند فتحعلیشاه، میرزا فتحعلی آخوند زاده، میرزا اسماعیل خان زند توسرکانی، میرزا ابوالفضل گلپایگانی، میرزا رضا خان افشار بگشلوی قزوینی، رضا قلیخان هدایت و دیگران پیوند یافت. حاصل این امر تعاملات فکری ایشان با یکدیگر خاصه در زمینه تاریخ زرتشتیان بود. مانکجی همچنین در تصحیح، چاپ و اشاعه متون نوزرتشتی در عصر ناصری بسیار کوشا بود.